# Гудвилович
Гудвиловичи (Gudwilowicz) (Gudvilovich) — старшинский, графский, княжеский и дворянский род,  белорусский шляхетский и дворянский род герба «Остоя».
Род включён в дворянской родословной книги
Остоя (Ostoja) — герб более 200 шляхетских родов Польши, Литвы, Украины, Белоруссии, России.